# Handball-Bundesliga (Frauen) 1987/88
Die Saison 1987/88 der Frauen-Handball-Bundesliga ist die dritte in ihrer Geschichte. 10 Mannschaften spielten um die deutsche Meisterschaft. Meister wurde der TV Lützellinden.

## Abschlusstabelle
|    | Verein                        | Sp | S  | U | N  | Tore    | Diff. | Punkte |
| -- | ----------------------------- | -- | -- | - | -- | ------- | ----- | ------ |
| 1  | TV Lützellinden               | 18 | 16 | 1 | 1  | 412:301 | +111  | 33:30  |
| 2  | Bayer Leverkusen (M,P)        | 18 | 14 | 0 | 2  | 404:273 | +131  | 32:40  |
| 3  | VfL Engelskirchen             | 18 | 13 | 1 | 4  | 394:323 | +71   | 27:90  |
| 4  | TSV GutsMuths Berlin          | 18 | 9  | 2 | 7  | 320:314 | +6    | 20:16  |
| 5  | VfL Oldenburg                 | 18 | 8  | 2 | 8  | 357:376 | −19   | 18:18  |
| 6  | VfL Sindelfingen              | 18 | 6  | 4 | 8  | 315:355 | −40   | 16:20  |
| 7  | SG Jarplund-Weding-Adelby (N) | 18 | 5  | 1 | 12 | 337:386 | −49   | 11:25  |
| 8  | PSV Grünweiß Frankfurt        | 18 | 3  | 4 | 11 | 302:342 | −40   | 10:26  |
| 9  | TSV Rot-Weiß Auerbach         | 18 | 3  | 2 | 13 | 285:362 | −77   | 08:28  |
| 10 | DJK Würzburg (N)              | 18 | 2  | 1 | 15 | 296:390 | −94   | 05:31  |

Deutscher Meister: TV Lützellinden.

DHB-Pokalsieger: VfL Engelskirchen.

Absteiger in die 2. Bundesliga: TSV Rot-Weiß Auerbach und DJK Würzburg.

Aufsteiger aus der 2. Bundesliga: TuS Eintracht Minden und 1. FC Nürnberg.

## Entscheidungen
|     | Deutscher Meister                     |
|     | Absteiger in die 2. Bundesliga        |
| (M) | Meister der letzten Saison            |
| (P) | Pokalsieger der letzten Saison        |
| (N) | Neuling/Aufsteiger der letzten Saison |